# Гангстери і філантропи
Гангстери і філантропи (пол. Gangsterzy i filantropi) — польський чорно-білий фільм-комедія. Фільм удостоєний призу Міністра культури і мистецтва ПНР 3-го ступеня.

## Сюжет
Фільм складається з двох окремих новел із загальним фіналом: їхні герої зустрічаються в будівлі суду.

### «Професор»
Перша новела — про гангстерів. Пограбування банківського автомобіля було задумано як ідеальне. Геніальний ватажок бандитської зграї по кличці Професор розрахував посекундно всі дії і своїх підлеглих, і міліції, а собі самому за допомогою хитромудрого трюку забезпечив залізне алібі. Він не зміг передбачити тільки двох обставин: новий шикарний проспект, щойно відкритий з великою помпою, за яким передбачалося піти з грошима від погоні, як раз напередодні перериють уздовж і поперек; а автомобіль, приготований для втечі, не можна залишати в Варшаві вночі без нагляду — колеса неодмінно вкрадуть.

### «Спиртоміри»
Друга новела — про філантропів. Хіміка Ковальського, тюхтія і підкаблучника, в черговий раз звільняють з роботи. З туги він йде в питний заклад, там його приймають за інспектора, який перевіряє якість спиртного, і підсовують хабар. Зрозумівши, що до чого, герой починає «турне» по місцях громадського харчування. Йому не потрібно навіть представлятися, досить демонстративно занурити в чарку з горілкою спиртомер або поставити на столик аптекарські ваги, і гроші самі собою з'являються в його кишенях. Життя невдахи перетворюється. Тепер він успішний здобувач, гордість подружжя, куплені нові меблі, автомобіль, будується будиночок за містом. Ресторатори несуть величезні витрати, і врешті-решт вирішують, що їм дешевше годувати клієнтів без обману і обважування, ніж підвищувати добробут ненаситного «ревізора». Ковальського віддають під суд за шахрайство, але виправдовують: він адже жодного разу не назвав себе ревізором. Хабарі йому вручали абсолютно добровільно, і суддя визнав їх «випадком колективної філантропії». Крім того, якість обслуговування в варшавських ресторанах піднімається на небачену висоту, і громадськість готова носити хіміка на руках. Зате у податкової служби до нього виникають запитання.

## У ролях
- Густав Голоубек — «Професор»
- Казимеж Опаліньський — суддя-шахіст
- Данута Водиньська[ru] — домробітниця судді
- Веслав Міхніковскій — Анастазі Ковальський, хімік
- Ганка Бєліцька — дружина Ковальського
- Магда Целювна — Ханка, дочка Ковальських
- Густав Люткевич — «Гвинт»
- Войцех Раєвський — «Лисий»
- Мирослав Майхровський — «Пармезан»
- Яцек Хан, Януш Хан — «Брати Сіамчікі»
- Роман Клосовскі — візник
- Маріан Лонч — міліціонер
- Здзіслав Тобяш — неприємний офіціант
- Вацлав Янковський — офіціант
- Ришард Петруський — Алойзі Суперата, директор ресторану
- Мечислав Павліковський — Печаркевіч, директор ресторану
- Ірина Лясковська — Яскевічова, директор ресторану
- Єжи Беленя — Малага, директор пивний
- Юзеф Пара — заступник директора ресторану
- Станіслав Барея — гість в ресторані
- Єжи Гофман — танцюючий в ресторані
- Маріан Коціняк — клієнт
- Здзіслав Лесняк — радіожурналіст
- Януш Насфетер — прокурор
- Барбара Модельскі — співачка в ресторані